# Інститут досліджень основ демократії
Інститут досліджень основ демократії — недержавна наукова фундація в Польщі. 
Засновано 1995 р. 
Сфера досліджень: політичні партії в нових демократичних державах, ставлення до демократії та ринкової економіки, родинні цінності та структура сім'ї. 
Інститут є приватною некомерційною організацією, яка ставить собі за мету вивчення філософських, історичних, соціальних, політичних і культурних передумов виникнення і функціонування демократичних систем у сучасному суспільстві. 
Джерела фінансування — внутрішні (польські) і міжнародні. 
Річний бюджет — бл.4-6 тис. дол. 
Інститут має 13 працівників, в т. ч. 4 — постійних.